# Várnagy
Várnagy, littéralement Grand (hongrois : -nagy) du château (hongrois : vár-), désigne au sein du royaume de Hongrie une ancienne fonction militaro-administrative traduite en français par "gouverneur", "régisseur" ou encore "bailli" du château fort et du domaine qui lui est attaché.
Ce titre était porté par des individus issus de la noblesse hongroise nommés par l'ispán du comitat concerné.

## Histoire
La première mention du mot « várnagy » apparaît dans le Regestrum Varadinense (en) de 1213. La fonction apparait en latin sous les termes de maior castri, praefectus castri ou encore castellanus. Selon György Bartal (en), le comes castri latin désigne parfois aussi dans les sources le gouverneur du château. Sa juridiction est le château, au sein duquel il exerce probablement un certain pouvoir judiciaire.

Etymologiquement, il fait référence au "grand" du château de l'ispán (anciennement traduit par comte-suprême en français, sorte de préfet du comitat) au XIIIe siècle, le mot « nagy » signifiant ici « suprême, chef, commandant ». La situation n’est pas la même pour les châteaux et leurs gouvernorats (ispánság en hongrois) qui ont à leur tête un várispán, nommé porcoláb (castellanus) à partir de la fin du XIIIe siècle, ou comes en latin. Il existait probablement une position subalterne au « várnagy » qui s'occupait exclusivement du château en tant que bâtiment, similaire à la fonction ultérieure de viceporkoláb (vicecastellanus). 

On retrouve le mot « várnagy » pour la dernière fois au XIVe siècle comme nom géographique, tandis que l'usage familier du mot disparait de la langue hongroise avec la transformation de l'organisation des châteaux.
Le terme « várnagy » utilisé dans l'historiographie moderne a été introduit par István Kultsár (hu) au début du XIXe siècle, célèbre réformateur et linguiste hongrois, en méconnaissance de sa signification à l'ère Árpádienne. À leur époque, les noms des personnes en charge des châteaux médiévaux étaient le comes et le castellanus en latin, le porkoláb en hongrois et le burggraf en allemand. À partir du XVIe siècle, le rôle de commandant des châteaux était généralement assumé par les préfets (prefektus), une position qui incluait également les pouvoirs des porkoláb, même si ces derniers continuaient d'exister à leurs côtés. La position du gouverneur du château est souvent identifiée à tort à celle du capitaine (kapitány ou Szazados en hongrois ; centurio en latin) ou lieutenant (hadnagy en hongrois, maior exercitus en latin) du château, qui était le commandant des armées de campagne stationnées à proximité des châteaux, et n'était impliqué dans les châteaux que s'il recevait également la préfecture (porkoláb + juge aulique) en plus de la capitainerie (kapitányság), ce que l'on ne retrouve que rarement, au XVIe siècle, et généralement dans le cas de châteaux royaux. Une armée de campagne n'était en principe jamais stationnée à proximité des châteaux, il n'y avait donc pas de capitaines à l'endroit donné.